# Aislan
Aislan Paulo Lotici Back, noto semplicemente come Aislan (Realeza, 11 gennaio 1988), è un calciatore brasiliano, difensore del Thalwil.

## Carriera

### Club

#### San Paolo
Aislan cresce nelle giovanili del San Paolo, dove milita quattro anni. Nel 2008 passa in prima squadra.
Nel gennaio 2012 passa al Sion.

## Palmarès

### Club

#### Competizioni nazionali
- Campionato brasiliano: 1

San Paolo: 2008